# Істоміна Софья Михайлівна
Софья Михайлівна Істоміна (нар. 15 травня 1978, Комсомольськ (нині Горішні Плавні) — українська кореспондентка, державна службовиця, завідувачка сектору взаємодії зі ЗМІ та громадськістю Північно-Східного міжрегіонального управління Державної служби України з питань праці.

## Життєпис
Народилася 15 травня 1978 року в м. Комсомольськ (нині Горішні Плавні), Україна.
У 2000 році закінчила Полтавський державний педагогічний університет імені В. Г. Короленка, здобувши кваліфікацію спеціаліст за спеціальністю «Педагогіка і методика середньої освіти, українська мова і література, англійська мова і література». Професійна кваліфікація - «Вчитель української мови і літератури, англійської мови і зарубіжної літератури».
У 2006 році здобула другу вищу освіту в Дніпропетровському університеті економіки та права за спеціальністю «економіка підприємства».

## Професійна діяльність
З 2000 року працювала редакторкою у телерадіокомпаніях «Полтава» та «ЮТА-ТV».
У 2005–2006 роках - випускаюча редакторка телерадіокомпанії «ГОК».
У 2006–2008 роках працювала журналісткою відділу радіомовлення ЗАТ «Псьол».
У 2014-2019 роках - кореспондентка ІІ категорії, а згодом - кореспондентка І категорії телерадіокомпанії «ГОК».
З травня 2019 року обіймала посаду головного спеціаліста сектору персоналу в Управлінні Держпраці у Полтавській області, а згодом - головного спеціаліста з питань взаємодії зі ЗМІ, міжнародних зв’язків та з питань євроінтеграції.
З 1 грудня 2022 року працює завідувачем сектору взаємодії зі ЗМІ та громадськістю Північно-Східного міжрегіонального управління Державної служби України з питань праці. Її посада належить до категорії «Б» державної служби згідно із Законом України «Про державну службу».
Як речниця територіального органу Держпраці, коментує суспільно важливі питання, зокрема в медіа.
Станом на 1 червня 2025 року має 6 років стажу державної служби.